# Midžor
O Midžor (em sérvio:  Миџор) ou Midzhur (em búlgaro:  Миджур) é um pico com 2169 m de altitude na Cordilheira dos Balcãs, situado na fronteira Bulgária-Sérvia. É o ponto mais alto dos Balcãs Ocidentais, e a montanha mais alta da Sérvia, excluindo as montanhas situadas no Kosovo. É a 12.ª montanha mais alta da cordilheira balcânica.

## Características
O Midžor só está acessível ao turismo desde a década de 1990: anteriormente, o acesso era proibido por se encontrar sobre a fronteira entre Sérvia e Bulgária (então entre a Jugoslávia e a Bulgária). Devido a essas restrições, a natureza conservou-se intacta. Do lado búlgaro, o pico é acessível a partir das aldeias de Chuprene e Gorni Lom, na província de Vidin.
O maciço em que se encontra o Midžor é muito grande. As encostas ocidentais, orientais e meridionais, que se situam na Sérvia, são verdes e não tão escarpadas como as orientadas a norte, que são muito íngremes e rochosas. Pelo lado sérvio a escalada não é complicada, e pode considerar-se como passeio.

## Imagens

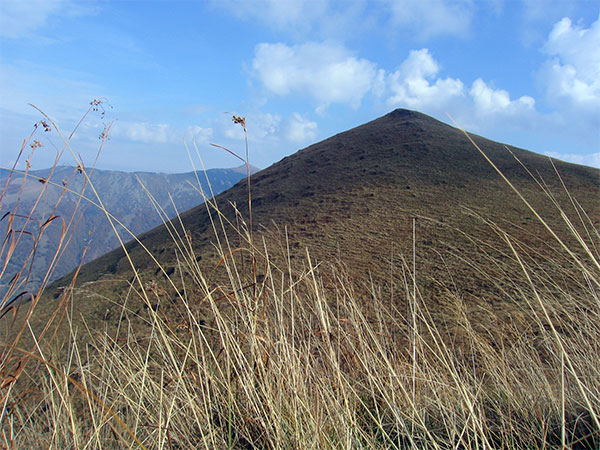
Pico
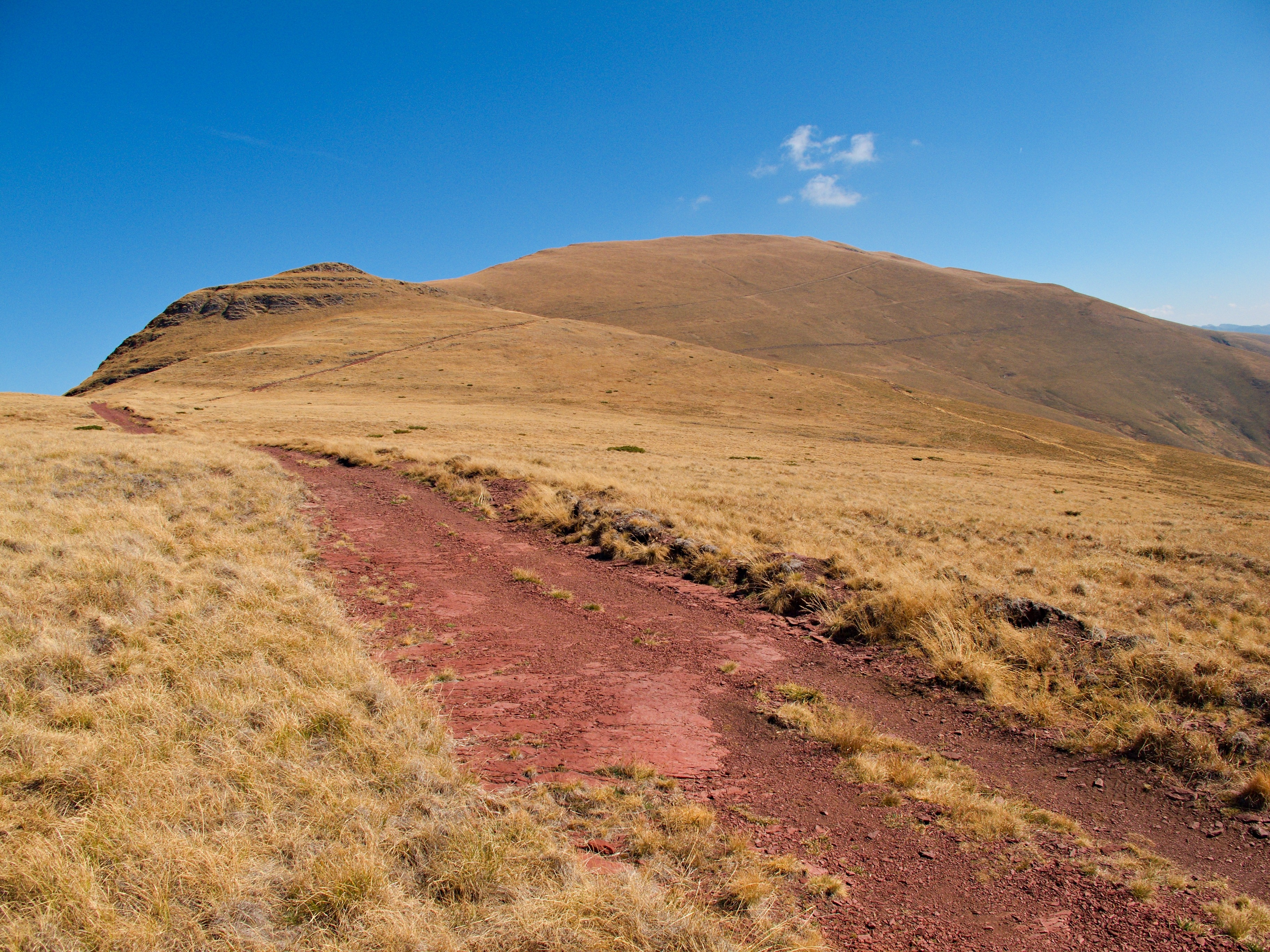
Trilho para o topo
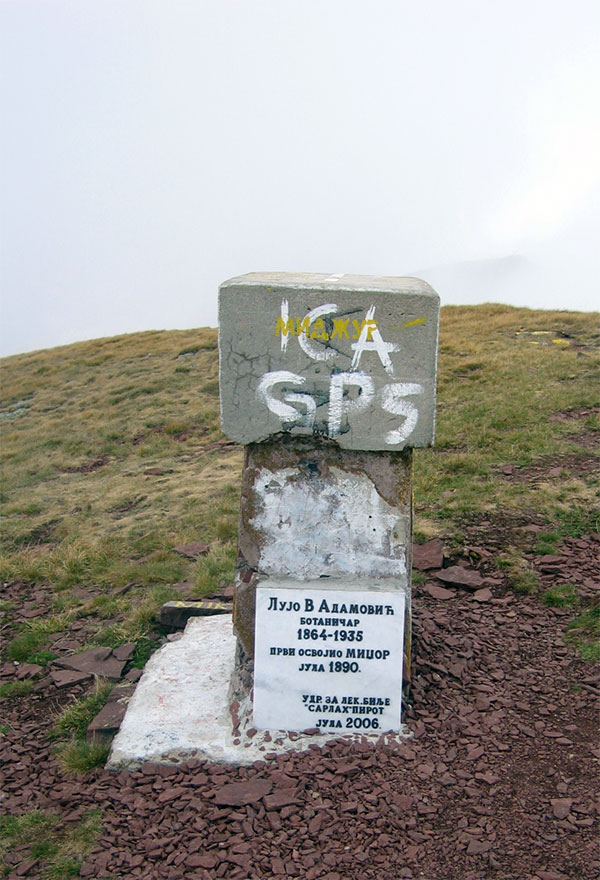
Marco de fronteira
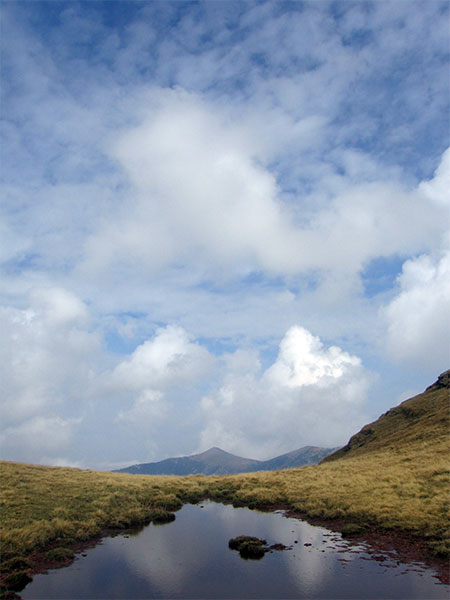
Paisagem
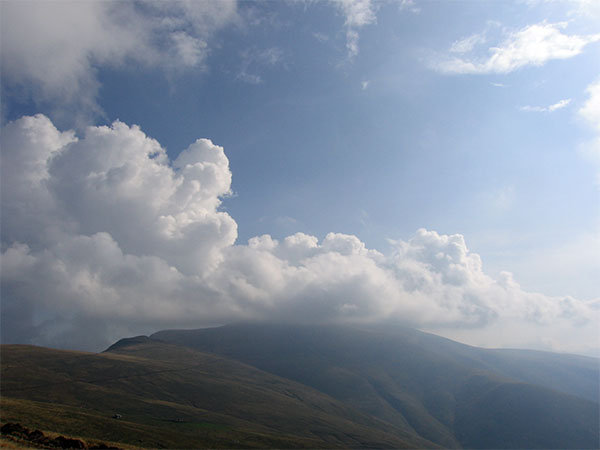
Nuvens